# Tombak

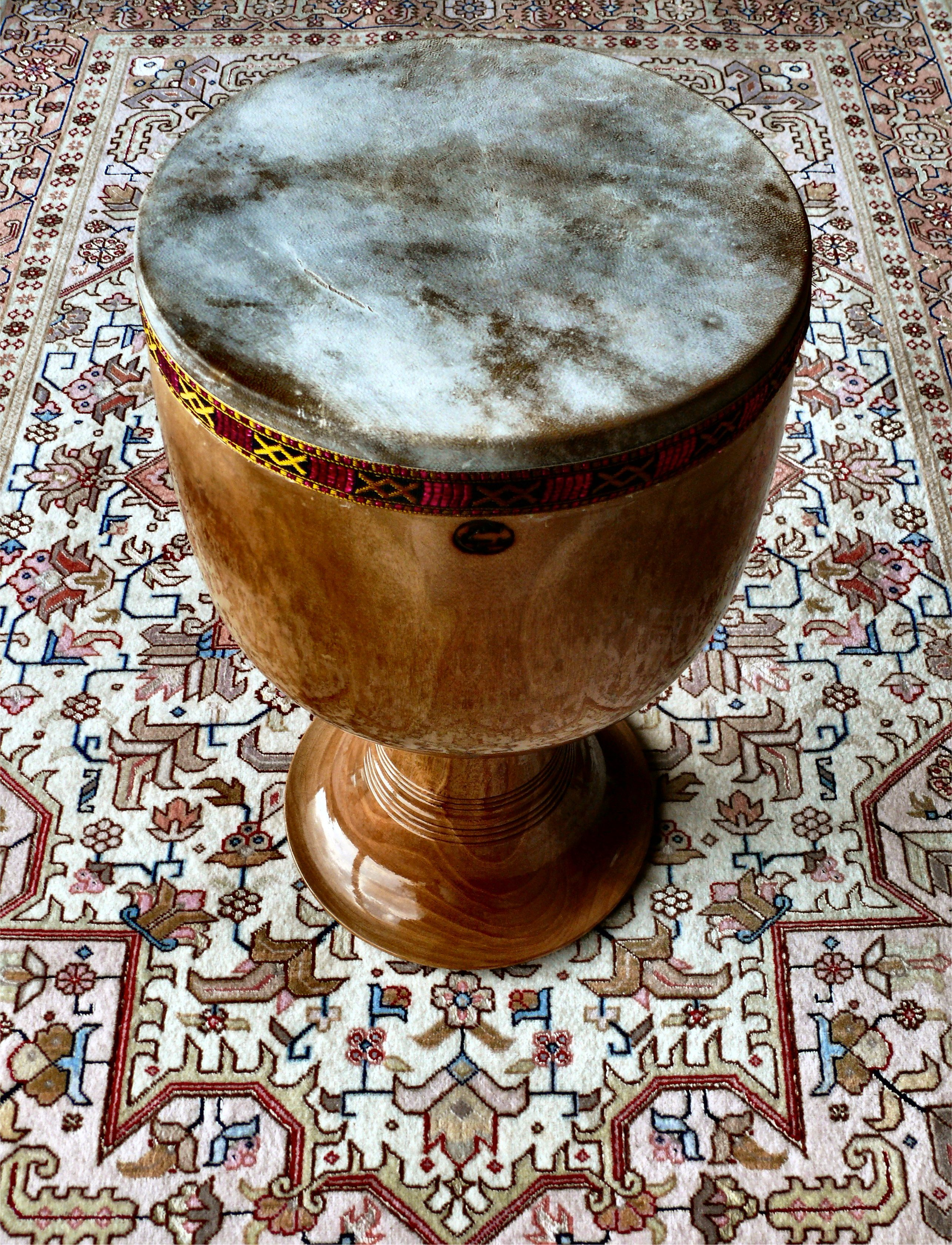
Tombak hecho en Isfahán.

El tombak, también llamado dombak o zarb, es un tambor en forma de cáliz, tradicionalmente construido con un tronco vaciado de morera o nogal cubierto de piel en un extremo, normalmente de cordero o de cabra. Se utiliza en la música tradicional de Irán. Zarb es una palabra árabe que significa golpe o latido y los persas le daban connotación de ritmo o tiempo. Es más conocido como tombak debido a las dos formas de golpearlo, que corresponden a las sílabas tom y bak.

## Construcción
El tambor se construye a través de un bloque de madera de nogal o morera, torneado y vaciado. Sus medidas suelen estar comprendidas entre el 40/45 cm de altura y los 20/28 cm de diámetro.

## Cómo se toca
El instrumento se coloca horizontalmente sobre el hombro del músico. La parte de la membrana, donde está la piel, generalmente va pegada al cuerpo.
Los efectos melódicos son posibles gracias a la aplicación de presión a los diferentes puntos de la membrana, los cuales potencian ciertas notas. En manos de un buen intérprete, podemos ver que tiene una gran variedad de potencialidades musicales muy expresivas.
El tombak es un instrumento afinable. En los tombak modernos, se puede utilizar un sistema que consta de una manguera de aire para cambiar la tensión de las pieles con una bomba estándar de aire, como puede ser la de las bicicletas. Esta forma de afinación es rápida y equilibrada, ya que el aire pasa de forma directa y uniforme a la piel. La calefacción o humectación de la piel ya no es necesaria. Esto implica que los cambios de afinación por variación de la humedad o de la temperatura ya es algo del pasado.

## Usos
Se utiliza en música de entretenimiento en algunas tradiciones populares (por ejemplo, Lorestán) y en la música artística.
En los gimnasios iraníes —los zurkhane, que significa «casa de la fuerza»— se utiliza un tombak de unos 70 cm de diámetro, para proporcionar ritmo a los ejercicios.

## Evolución del tombak
El tombak en el pasado no era un instrumento solista. Durante el período Ghajar había dos tipos de cantantes: los avazhkan y los tasnifkhan. El trabajo de la avazkhan era cantar las canciones no rítmicas del repertorio radif persa y el trabajo del tasnifkhan era cantar las composiciones rítmicas de la música persa. Aunque hubo vocalistas que perfeccionaron los dos tipos de cantos, el ejemplo más famoso fue el del difunto Ostad Abdollah Davami. La mayoría de tasnifkhans también tocaban el tombak. Durante esta época, el tombak era el instrumento que debían tocar los cantantes y no se les consideraba un instrumento independiente.
En el pasado, los intérpretes de tombak eran secundarios respecto a sus compañeros músicos y a su estado en la sociedad. Tuvieron que aguantar humillaciones, insultos y la explotación. Los músicos de tombak eran etiquetados como acompañantes, considerados de segunda clase entre los músicos, incluso si tocaban alguna vez en solitario. Este maltrato hacia los intérpretes de tombak venía de la idea de que el tombak era incapaz de expresar emociones. El tombak era un instrumento que tenía un papel único en la música persa y que nunca pudo ser sustituido por ningún otro instrumento.
El trabajo principal de los músicos de tombak era tocar la estructura rítmica básica que servía de base para la música vocal e instrumental. Estos músicos tenían que mantener un perfil bajo en todo momento, incluso si el solista se equivocaba y los regañaba en público. Estos debían callar y no decir nada por miedo a perder su trabajo. A pesar de todas las condiciones negativas, los intérpretes de tombak nunca dejaron de mejorar.
Posteriormente, sucedieron ciertos movimientos políticos en Irán. Este movimiento produjo unas consecuencias en la estructura social de Irán, que comenzó a cambiar. Esto también afectó a los músicos y la música. Antiguamente la música era patrocinada y dirigida a los reyes y los aristócratas, hasta que fueron reemplazados por los empresarios, la radio y, después, la televisión. Pasaron de actuar en salones pequeños para grupos de aristócratas, que en teoría eran cultos y estaban inculcados para apreciar la música, al actuar en salas más grandes para una audiencia más numerosa y menos instruida musicalmente.
Los maestros de tombak más destacados, como puede ser Ostad Hosa Tehrani, debido a su amor por el tombak trataron de hacer algunos cambios para mejorar la situación que estaban viviendo los músicos de tombak. Gradualmente, el tombak y los músicos de tombak iban mejorando su situación en el mundo de la música. Posteriormente otros maestros del tombak, como Ostad Nasser Farhagfar, se hicieron notar y progresaron más en la técnica del tombak. La claridad, la resistencia, la velocidad y la potencia que estos músicos demostraban consiguieron que el tombak fuera progresando y fueran ganando popularidad. El tombak tiene un papel mayur en la música instrumental.
instrumentos similares
Un instrumento con el que guarda similitudes es el darkuhah de Turquía. La técnica interpretativa es muy similar.
El tombak se puede comparar también con el zirbaghali afgano que se utiliza en la música tradicional; está hecho de cerámica o madera y tiene una forma más redonda. Las técnicas interpretativas difieren un poco.]